# Родовища металів платинової групи
Родовища металів платинової групи
До металів платинової групи крім платини (Pt), належать паладій (Pd), іридій (Ir), родій (Rh), осмій (Os) і рутеній (Ru).
Значна частина платиноїдів (близько половини їх виробництва) вилучається при переробці комплексних платиновмісних руд магматичних родовищ сульфідних мідно-нікелевих руд, а також з корінних родовищ платиноїдів і лише незначна частка — з розсипів. У корінних родовищах міститься платиноїдів від 3—5 до 10—15 г/т.
Відомо біля 50 мінералів платиноїдів. Вони формують групи самородних елементів, невпорядкованих твердих розчинів, інтерметалічних сполук, арсенідів і сульфідів. До самородних належать платина, іридій і паладій. Серед твердих розчинів можуть бути відмічені поліксен Pt,Fe (Pt 77-89), фероплатина Fe,Pt (Pt 70-81), паладіїста платина Pt,Pd (Pd 10-40), іридіїста платина Pt,Ir (Ir 10-15), осьмистий іридій — нев'янськіт Ir,Os (Ir 45-70, Os 30-49) іридіїстий осмій — сисерськіт Os,Ir (Os 60, Ir 30), родієвий нев'янськіт Ir,Os,Ru (Ir 70, Rh 11, Os 17). Представниками інтерметалідів можуть служити ауриди типу купроауриду (Cu,Pd)3Au2, станіди типу нігліїту (Pt,Pd)3Sn, бісмутиди типу фрудиту PdBi2, плюмбіди, телуриди. До арсенідів належать спериліт PtAs2(Pt 56,5), до сульфідів — куперит PtS (Pt 79–86), брегіт (Pt,Pd,Ni)S (Pt 32–58, Pd 17–38), висоцькіт (Pd,Ni)S (Pd 59,5), холінгвортит (Rh,Pt)(As,S)2 (Pt 20, Rh 25) і лаурит RuS2 (Ru 61–65).
Промислові родовища металів платинової групи належать до чотирьох різновидів: лікваційних, ранньомагматичних, пізньомагматичних і розсипних.
Платиноїди в ликваційних сульфідних мідно-нікелевих родовищах утворюють цінні домішки, що вилучаються при отриманні нікелю і міді. Вміст платиноїдів в рудах цих родовищ змінюється в досить широких межах. У одних воно складає соті-десяті грамів на тонну, в інших — одиниці, а в третіх — перші десятки грамів на тонну. Напр., в глибоких горизонтах рудника Фруд, родовища Садбері в Канаді їх концентрація досягає 5—20 г/т. Із платиноїдів переважає паладій (65—72 %), далі йде платина (15—25 %), родій (до 10 %), а частка інших елементів вимірюється першими процентами.
Раньомагматичні родовища пов'язані звичайно з хромшпінелідами, відомі серед дуніту гіпербазитових серій ранньої стадії геосинклинального розвитку, серед дунітової фракції масивів центрального типу ультраосновних-лужних порід з карбонатитами, серед розшарованих норитів. Але звичайно вони не досягають промислових кондицій. Виключенням є великі родовища платиноїдів Рифу Меренського бушвелдського комплексу ПАР. У нижній частині Рифу Меренського знаходиться пологий рудний прошарок, узгоджений з вмісними породами, що простежується на десятки км. Руда складена гарцбургітом з ромбічним піроксеном, бітовнітом, біотитом, хромітом, магнетитом, ільменітом, що супроводяться ділянками вкраплеників піротину, пентландиту, халькопіриту, кубаніту, міллериту, валериїту, нікелистого піриту. Мінерали платинової групи представлені фероплатиною, брегітом, куперитом, сперилітом, лауритом, бісмутотелуридами платини і паладію; присутнє золото. При вмісті платиноїдів 15—20 г/т вони розподіляються таким чином (в %): платина 60, паладій 27; рутеній 5; родій 2,7; іридій 0,7; осмій 0,6; золото 4.
Пізньомагматичні родовища платиноїдів пов'язані зі скупченнями хромшпінелідів серед дунітової фракції базитових інтрузивів. У районі Ліденбурґу відомі крутоспадні трубоподібні поклади платиноносних дунітів. Вони мають діаметр від 10 до 100 м і прослідковуються до глибини 300 м. Вміст платиноїдів зростає знизу вгору і до центра рудоносних трубок, змінюючись від 2 до 30 г/т, досягає 60 г/т. На території країн СНД, США, Колумбії, Зімбабве, Заїру, Ефіопії і інших країн відомі елювіальні, делювіальні і алювіальні розсипи платиноїдів. Серед них головне промислове значення мають пізньочетвертинні алювіальні розсипи, що простягаються в долинах рік на декілька, іноді навіть десятки кілометрів.
До складу платиноїдів розсипних родовищ входять поліксен, платина, фероплатина, купроплатина, іридиста платина, нев'янськіт, рутенієвий нев'янськіт, іридисте і платинисте золото. Вміст платиноїдів у алювіальних розсипах змінюється від одиниць міліграмів на кубічний метр до сотень грамів на кубічний метр.